# Баглаи (Волочисский район)
Баглаи́ (укр. Баглаї) — село в Волочисском районе Хмельницкой области Украины.
Население по переписи 2001 года составляло 254 человека. Почтовый индекс — 31263. Телефонный код — 3845. Занимает площадь 1,439 км². Код КОАТУУ — 6820987802.

## Местный совет
31262, Хмельницкая обл., Волочисский р-н, с. Трительники, ул. Центральная, 7